# Alexis Fontaine des Bertins
Alexis Fontaine des Bertins   (Claveyson, 13 d'agost de 1704 - Cuiseaux, 21 d'agost de 1771) fou un matemàtic francès del segle xviii conegut pel seus treballs sobre càlcul diferencial.

## Vida
Alexis Fontaine era fill d'un notari reial i va tenir una bona educació assistint al Collège de Tournon i, segurament, com deixeble privat de Castel.
A partir de 1732 i gràcies a l'amistat que va encetar amb Clairaut i Maupertuis, va presentar diverses memòries a l'Acadèmie des Sciences, que li van valer l'ingrés en aquesta institució el 1733 com a adjunt de mecànica. El 1739 va ser promogut al càrrec de geòmetra i el 1742 a geòmetra pensionat.
Tot i haver mantingut aquests càrrecs, Fontaine no va treballar gaire per a l'acadèmia ni va mantenir contactes assidus amb els matemàtics de la seva època. El 1765 es va retirar a unes possessions que tenia a Borgonya, la compra de les quals havia estat a punt de portar-lo a la ruïna.
Va morir poc després d'haver encetat una absurda polèmica amb Lagrange.

## Obra
René Taton afirma que l'obra de Fontaine és d'un abast limitat, a vegades obscura i ignorant de les contribucions d'altres matemàtics. Però a vegades, la seva inspiració és original i presenta, entre desenvolupaments confusos, algunes idees que poden ser fèrtils, especialment en els camps del càlcul de variacions, de les equacions diferencials i de la teoria de les equacions.
Són importants les seves aportacions al càlcul de la braquistòcrona i de la tautòcrona, així com els seus treballs seminals a l'origen del càlcul de funcions de més d'una variable, que ell va denomninar mètode fluxio-diferencial (1733), aplicant dos operadors diferencials leibnitzians independents: {\displaystyle {\dot {x}}} i {\displaystyle dx}.
També va fer algunes aportacions interessants en el camp de la teoria de la probabilitat, especialment en el camp del conflicte entre el sentit comú i l'aparent racional del càlcul aleatori.